# میدان اکبس
میدان اکبس (به عربی: میدان أکبس) یک روستا در سوریه است که در استان حلب واقع شده‌است. میدان اکبس ۱٬۳۰۲ نفر جمعیت دارد.